# 梅沢道治
梅沢 道治（うめざわ みちはる、旧字体：梅󠄀澤 道󠄁治、嘉永6年10月4日（1853年11月4日） - 1924年（大正13年）1月10日）は、日露戦争で活躍した大日本帝国陸軍軍人。近衛歩兵第2旅団長、第6師団長を歴任し、陸軍中将正三位勲一等功二級に昇る。

## 略歴
陸奥国仙台藩士・梅沢道貞の二男として生まれた。藩校・養賢堂で学ぶ。戊辰戦争では星恂太郎率いる仙台藩額兵隊隊士として箱館戦争まで参戦し、明治2年（1869年）5月に捕虜、流罪となる。
釈放後の明治4年（1871年）1月、大坂陸軍兵学寮青年舎に入った。明治5年（1872年）3月、少尉心得に任官し陸軍教導団付となる。同年6月に少尉に昇進。1877年（明治10年）の西南戦争では歩兵第3連隊に属して従軍。1881年（明治14年）5月、歩兵第7連隊付となり、近衛歩兵第1連隊副官、歩兵第12連隊中隊長、陸軍省人事局課員、近衛歩兵第2連隊中隊長を歴任。1887年（明治20年）4月、歩兵少佐に昇進し近衛歩兵第1連隊付となる。
1888年（明治21年）5月、歩兵第24連隊大隊長に就任し、歩兵第23連隊大隊長に異動。日清戦争では1895年（明治28年）1月に第2軍兵站司令官として出征。同年4月、歩兵中佐に進級。1896年（明治29年）9月、歩兵第40連隊長に着任。1899年（明治32年）2月、歩兵大佐に昇進。
1900年（明治33年）3月、近衛歩兵第4連隊長に転じ、1904年（明治37年）3月、日露戦争に出征。現地で同年7月、陸軍少将に進級し後備歩兵第5旅団長に発令されたが赴任せず、同年11月、負傷後送となった近衛後備歩兵第1旅団長の後任となり、組織替えした近衛後備混成旅団長となった。
1906年（明治39年）2月28日、近衛歩兵第2旅団長となり、1907年（明治40年）4月から6月までアメリカ合衆国に出張。1911年（明治44年）9月6日、陸軍中将に進み第6師団長に就任する。1914年（大正3年）5月16日付で勲一等瑞宝章受章。梅沢はこのほか歴戦の功により功二級金鵄勲章、功三級金鵄勲章、功四級金鵄勲章を受章している。1915年（大正4年）10月4日、後備役編入。1924年（大正13年）1月10日逝去。享年72(数え)。

## 花の梅沢旅団
梅沢道治の名を上げたのは、日露戦争における沙河会戦での奇跡的な奮戦であった。梅沢はそれまで、軍歴は重ねていたものの特に目立った軍功もなく、平時はパッとしなかったため、大佐の連隊長止まりで予備役編入との噂が絶えなかったほどであった。日露戦争出征のおまけのような形で少将に進級したが、指揮を任されたのが後備部隊であったことからもその期待のなさがうかがえる。
後備部隊とは、兵役を終えた者を再度召集した後備兵が中心で、年齢的にもかなり高く、また、内地に妻子を残しているものも多く居たため、現役兵に比べて士気が低く、戦力として現役兵の部隊よりかなり劣るというのが常識であった。また武器も旧式装備（村田銃）が主であり、なかにはロシア軍からの鹵獲兵器などもあり、その補充には特別の配慮が必要であった。全般的に兵力不足に陥っていた日本軍は後備部隊も前線に貼り付けるしかない状況に陥りつつあったが、本来ならば前線の支援や占領地の警備にあたるべき部隊である。
ところが、梅沢はこの二級部隊を見違えるような戦闘部隊に変貌させた。梅沢は絶えず部下に対して現役兵に負けない自信を持たせ、士気が落ちないよう気を配り、部隊の歌まで作った。また何より梅沢自身が無類の「いくさ上手」であることがわかり、部下から絶対的な信頼を得た。これが証明されたのが1904年（明治37年）10月8日から始まった沙河会戦である。
遼陽会戦後、日露両軍は沙河をはさんで対峙していたが、日本軍右翼に位置したのが第1軍であり、その陣地のうち、最もロシア軍陣地に向かって突出していたのが、本渓湖付近を守備する梅沢指揮下の近衛後備混成旅団であった。満州軍総司令部は梅沢旅団に退却命令を出すが、正午過ぎ、3倍以上のロシア軍大部隊が襲来した。梅沢旅団は寡兵をもって必死で守り、激闘3時間あまりで撃退に成功した。しかし翌日さらに大規模に編成されたロシア軍が猛烈に攻撃してきた。梅沢旅団は再び悪戦苦闘を重ねながら支え続けた。本渓湖陣地が勝敗のカギを握ると見た第1軍司令官黒木為楨大将は、第12師団と騎兵第2旅団を援軍に差し向けた。騎兵第2旅団は日本軍最右翼を迂回し、本渓湖付近で足止めを食っていたロシア軍の左から機関銃による横撃を浴びせた。これでロシア軍は大混乱し、退却した。この退却は、日本軍右翼を突破して旋回し、日本軍左翼を包囲しようとするロシア軍の作戦企図を大きく狂わせた。結局その後1週間にわたり日本軍と正面衝突を繰り返し、退却を余儀なくされた。
この奮戦により、「花の梅沢旅団」と全軍にその名がうたわれ、梅沢は一躍名将となった。旅団そのものも、後備歩兵聯隊を増強され、歩兵3個聯隊編成という異例の大旅団となった。
梅沢は、持病にリューマチを患っていたが、症状が出ると、寝ると立てなくなると言って椅子に座ったまま不眠不休で指揮をとったという。

## 栄典
位階
- 1899年（明治32年）4月10日 - 従五位[2]
- 1904年（明治37年）4月29日 - 正五位[3]
- 1909年（明治42年）5月21日 - 従四位[4]
- 1911年（明治44年）9月30日 - 正四位[5]
- 1914年（大正3年）10月20日 - 従三位[6]
- 1915年（大正4年）10月20日 - 正三位[7]

勲章等
- 1906年（明治39年）4月1日 - 功二級金鵄勲章、勲二等旭日重光章、明治三十七八年従軍記章[8]
- 1914年（大正3年）5月16日 - 勲一等瑞宝章[9]
- 1915年（大正4年）11月10日 - 大礼記念章[10]

## 親族
- 養子 梅沢銀造（陸軍大佐）[1]